# Barbie (film)
Barbie är en brittisk-amerikansk romantisk komedi- och fantasyfilm från 2023. Filmen är regisserad av Greta Gerwig som även skrivit manus tillsammans med Noah Baumbach. Den är baserad på Barbiedockorna av Mattel och det är den första spelfilmen som har baserats på dockan. I filmen spelar Margot Robbie rollen som Barbie och Ryan Gosling rollen som Ken.
Filmen hade biopremiär i Sverige den 21 juli 2023, utgiven av Warner Bros.
Det blev år 2023 mest sedda och inkomstbringande film. Den blev nominerad till 8 Oscars, varav den erhöll en vinst.

## Handling
Filmen kretsar kring en docka, Barbie, som lever i Barbieland. Efter att hon upptäcker en defekt där hon plötsligt har raka fötter måste hon resa från Barbieland till den riktiga världen. Ken följer med henne och upptäcker något som heter patriarkatet.

## Rollista (i urval)
Källa: 

- Margot Robbie – Barbie
- Olika varianter av Barbie spelas av:
  - Issa Rae – president Barbie
  - Kate McKinnon – gymnast-Barbie/konstiga Barbie
  - Nicola Coughlan – diplomat-Barbie
  - Alexandra Shipp – författar-Barbie
  - Ritu Arya – journalist-Barbie
  - Hari Nef – doktor-Barbie
  - Dua Lipa – sjöjungfru-Barbie
  - Emma Mackey – fysiker-Barbie
  - Ana Cruz Kayne – domar-Barbie
  - Sharon Rooney – advokat-Barbie
  - Lucy Boynton – Proust-Barbie
- Ryan Gosling – Ken
- Olika varianter av Ken spelas av:
  - Kingsley Ben-Adir – Ken #1
  - Simu Liu – Ken #2
  - Scott Evans – Ken #3
  - Ncuti Gatwa – Ken #4
  - Rob Brydon – Ken #5
  - John Cena – Ken #6
- Will Ferrell – Mattel CEO
- America Ferrera – Gloria
- Ariana Greenblatt – Sasha
- Michael Cera – Allan
- Rhea Perlman – Ruth Handler
- Connor Swindells – Aaron Dinkins
- Helen Mirren – berättare

## Mottagande
Barbie fick ett positivt bemötande bland både kritiker och publik. På IMDb har filmen till exempel 6,8 i betyg. Filmen slog flera rekord, däribland som den mest inkomstbringande filmen på en premiärhelg i USA regisserad av en kvinna och som den film inom Warner Bros. som snabbast dragit in en miljard dollar, vilket den gjorde på 17 dagar och därmed slog Harry Potter och dödsrelikerna – Del 2 med två dagar. Den blev årets mest sedda och inkomstbringande film, för att sedan bli den 14:e mest inkomstbringande filmen någonsin.
Barbie blev nominerad i åtta kategorier inför Oscarsgalan året därpå: Bästa film, Bästa manliga biroll, Bästa kvinnliga biroll, Bästa manus efter förlaga, Bästa kostym, Bästa scenografi och två låtar i Bästa sång, varav Billie Eilish och Finneas O'Connell mottog priset för sin låt What Was I Made For? 
En av anledningarna som sägs ligga bakom succén är fenomenet Barbenheimer. Då Barbie och Christopher Nolans Oppenheimer hade premiär samma dag beslöt sig många för att se båda filmerna under samma kväll, och det fick stor spridning på sociala medier.

## Kritik
I Vietnam stoppades filmen för att visas på grund av niopunktslinjen. En påhittad målad karta syns i en scen där Kina ser ut att ha anspråk på större delen av Sydkinesiska havet vilket inte är erkänt.
Även Libanon och Kuwait stoppade filmen eftersom den påstås "främja homosexualitet och transsexualitet". Libanons kulturminister Mohammad Mortada tyckte att filmen "avvisar en faders förmyndarskap, undergräver och förlöjligar moderns roll och ifrågasätter nödvändigheten av att gifta sig och ha en familj". Algeriet skulle senare förbjuda filmen av samma anledning.
Många högerkonservativa profiler i USA har också anklagat Barbie för att vara "woke" propaganda. Däribland Ted Cruz, Elon Musk och Ben Shapiro. Shapiro gjorde en 43 minuter lång Youtube-video där han sågar filmen och tänder eld på en Barbiedocka. En video han blev hånad för av såväl sociala medier och stora medier.